# Jéssica Vieira
Jéssica Vieira de Araújo (Rio de Janeiro, 26 de setembro de 1992) é uma atriz, dubladora, diretora de dublagem, apresentadora, locutora, produtora e YouTuber brasileira. Iniciou sua carreira na dublagem em 2001, com apenas 8 anos de idade. Com 24 anos de carreira, é conhecida por dar voz a personagens marcantes como Marinette Dupain-Cheng/Ladybug na franquia Miraculous: As Aventuras de Ladybug, Lindinha na nova versão de As Meninas Superpoderosas e Lana Loud na animação The Loud House. Em 2017, começou a apresentar o quadro "Mundo Miraculous", exibido no canal Gloob, da Rede Globo. Também é criadora de conteúdo em seu canal "Dublalá" no YouTube, onde publica diversos vídeos sobre dublagem, bastidores e entretenimento.

## Carreira
Começou sua trajetória na dublagem em 2001, aos 8 anos de idade, fazendo cursos de teatro e de dublagem, na Casa e Companhia de Artes Avancini, com Marlene Costa. Seu primeiro trabalho foi na série Amigos Para Sempre, marcando o início de sua atuação como dubladora infantil. Desde então, participou de diversas produções ao longo dos anos, construindo uma carreira contínua na área.
Após concluir o ensino médio, pensou em deixar a dublagem de lado e chegou a iniciar o curso de Geologia. No entanto, percebeu que sua conexão com a atuação era mais forte, o que a levou a retomar seus estudos na área artística, iniciando o curso de Produção Audiovisual, no qual se formou em 2018.
Além de sua carreira como dubladora, Jéssica também se aventurou como diretora de dublagem e apresentadora. Ela foi responsável pelo quadro Mundo Miraculous no canal Gloob, e criou o canal Dublalá no YouTube, onde compartilha conteúdos relacionados ao mundo da dublagem e aos bastidores da profissão.
Ao longo dos anos, Jéssica consolidou sua carreira na dublagem brasileira, acumulando experiência em diversos tipos de produções. Além de sua atuação como dubladora, ela se destacou também como criadora de conteúdo, compartilhando seus conhecimentos e vivências no universo da dublagem com seu público, por meio de sua presença digital e plataformas como seu canal no YouTube.

## Vida pessoal
Em 2023, Jéssica se casou com Raphael Fritz, marcando um novo capítulo em sua vida pessoal.

## Trabalhos em dublagem de animações
| Ano  | Tipo       | Título                                                        | Voz original           | Personagem                       |
| ---- | ---------- | ------------------------------------------------------------- | ---------------------- | -------------------------------- |
| 2015 | Série      | Miraculous: As Aventuras de Ladybug                           | Anouck Hautbois        | Marinette Dupain-Cheng / Ladybug |
| 2015 | Minissérie | Miraculous: Segredos                                          | Anouck Hautbois        | Marinette Dupain-Cheng / Ladybug |
| 2017 | Minissérie | Miraculous: Contos de Paris                                   | Anouck Hautbois        | Marinette Dupain-Cheng / Ladybug |
| 2020 | Filme      | Miraculous World: Nova Iorque, Heróis Unidos                  | Anouck Hautbois        | Marinette Dupain-Cheng / Ladybug |
| 2021 | Filme      | Miraculous World: Xangai, a Lenda de Ladydragon               | Anouck Hautbois        | Marinette Dupain-Cheng / Ladybug |
| 2023 | Filme      | Miraculous: As Aventuras de Ladybug - O Filme                 | Anouck Hautbois        | Marinette Dupain-Cheng / Ladybug |
| 2023 | Filme      | Miraculous World: Paris, as Aventuras de Shadybug e Claw Noir | Anouck Hautbois        | Marinette Dupain-Cheng / Ladybug |
| 2024 | Filme      | Miraculous World: Londres, Corrida contra o Tempo             | Anouck Hautbois        | Marinette Dupain-Cheng / Ladybug |
| 2016 | Série      | As Meninas Superpoderosas                                     | Kristen Li             | Lindinha                         |
| 1989 | Série      | Os Simpsons                                                   | Grey DeLisle           | Terri Mackleberry                |
| 2016 | Série      | The Loud House                                                | Grey DeLisle           | Lana Loud                        |
| 2021 | Filme      | The Loud House: O Filme                                       | Grey DeLisle           | Lana Loud                        |
| 2013 | Série      | OK, K.O.! Vamos ser Heróis                                    | Colleen O'Shaughnessey | Tails                            |
| 2014 | Série      | Sonic Boom                                                    | Colleen O'Shaughnessey | Tails                            |
| 2022 | Série      | Sonic Prime                                                   | Ashleigh Ball          | Tails                            |
| 2010 | Série      | Moranguinho: Aventuras em Tutti Frutti                        | Britt McKillip         | Amora Linda                      |
| 2009 | Série      | O Pequeno Reino de Ben e Holly                                | Sian Taylor            | Princesa Holly                   |
| 2013 | Série      | O Mundo de Mia                                                | Saphia Stoney          | Paula                            |
| 2004 | Série      | O Clube das Winx                                              | Domitilla D'Amico      | Glim                             |
| 2004 | Série      | O Clube das Winx                                              | Domitilla D'Amico      | Piff                             |
| 2004 | Série      | O Clube das Winx                                              | Perla Liberatori       | Zing                             |
| 2006 | Série      | Capitão Flamingo                                              | Melanie Tonello        | Lizbeth                          |
| 2007 | Série      | Phineas e Ferb                                                | Ariel Winter           | Gretchen                         |
| 2017 | Série      | Homem-Aranha                                                  | Melanie Minichino      | Spider-Girl / Anya Corazon       |
| 2018 | Série      | O Príncipe Dragão                                             | Paula Burrows          | Rayla                            |
| 2018 | Série      | She-Ra e as Princesas do Poder                                | Amanda Celine Miller   | Flora                            |
| 2020 | Série      | Jurassic World: Acampamento Jurássico                         | Raini Rodrigues        | Sammy Gutierrez                  |
| 2010 | Filme      | O Bicho Vai Pegar 3                                           | Karley Scott Collins   | Gisela                           |
| 2015 | Filme      | Barbie: Rainhas do Rock                                       | Rachel Harrison        | Rayna                            |

| Ano  | Tipo  | Título                                              | Voz original     | Personagem                    |
| ---- | ----- | --------------------------------------------------- | ---------------- | ----------------------------- |
| 2014 | Série | Akame ga Kill!                                      | Mamiko Noto      | Sheele                        |
| 2014 | Série | No Game, No Life                                    | Yōko Hikasa      | Stephanie Dola                |
| 2016 | Série | Re:ZERO - Starting Life in Another World            | Satomi Arai      | Beatrice                      |
| 2017 | Série | Akashic Records of Bastard Magic Instructor         | Ari Ozawa        | Re-L Rayford                  |
| 2017 | Série | Entrevistas com Garotas-Monstro                     | Shiina Natsukawa | Yuki Kusakabe                 |
| 2017 | Série | In Another World With My Smartphone                 | Kikuko Inoue     | Olga Strand                   |
| 2018 | Série | DARLING in the FRANXX                               | Rie Kugimiya     | Princesa Urrossauro           |
| 2019 | Série | Série Jornadas: Pokémon                             | Yuka Terasaki    | Korrina                       |
| 2019 | Série | 7SEEDS                                              | Houko Kuwashima  | Mitsuru Kagurazaka            |
| 2017 | Série | Black Clover                                        | Ayane Sakura     | Nero / Secre Swallowtail      |
| 2022 | Série | Love After World Domination                         | Ayane Sakura     | Anna Hōjō / Princesa do Calor |
| 2023 | Filme | Black Clover: A Espada do Rei Mago                  | Ayane Sakura     | Nero / Secre Swallowtail      |
| 2009 | Filme | Eureka Seven: Boa Noite. Durmam Bem. Jovens Amantes | Ami Koshimizu    | Anemone                       |

## Trabalhos em dublagem de filmes e séries
| Ano  | Título                               | Atriz original     | Personagem                 |
| ---- | ------------------------------------ | ------------------ | -------------------------- |
| 2004 | O Filho de Chucky                    | Hannah Spearritt   | Joan                       |
| 2011 | Professora Sem Classe                | Kathryn Newton     | Chase Rubin-Rossi          |
| 2017 | Angela Hayes                         | Kathryn Newton     | Angela Hayes               |
| 2018 | Não Vai Dar                          | Kathryn Newton     | Julie                      |
| 2020 | Freaky: No Corpo de Um Assassino     | Kathryn Newton     | Millie Kessler             |
| 2024 | Abigail                              | Kathryn Newton     | Sammy                      |
| 2011 | Meninas Malvadas 2                   | Bethany Anne Lind  | Hope Plotkin               |
| 2011 | Whitney Brown                        | Morgan Saylor      | Annie                      |
| 2013 | Gente Grande 2                       | China Anne McClain | Charlotte McKenzie         |
| 2013 | Canibais                             | Lorenza Izzo       | Justine                    |
| 2015 | Nerds, Bebibas e Curtição            | Julia Garner       | Tinsley                    |
| 2016 | Rufus                                | Haley Tju          | Paige Prescott             |
| 2019 | Rufus 2                              | Haley Tju          | Paige Prescott             |
| 2016 | Death Note: Iluminando um Novo Mundo | Rina Kawaei        | Sakura Aoi                 |
| 2016 | A Nova Cinderela: Se o Sapato Servir | Sofia Carson       | Tessa Golding / Bella Snow |
| 2018 | Sierra Burgess é uma Loser           | Shannon Purser     | Sierra Burgess             |
| 2018 | Daphne & Velma                       | Sarah Jeffery      | Daphne Blake               |
| 2021 | The Loud House: Um Natal Muito Loud  | Mia Allan          | Lana Loud                  |
| 2021 | Dia do Sim                           | Alana Baer         | Julie                      |
| 2022 | Continência ao Amor                  | Brena Raquel       | Riley                      |
| 2022 | Sex APPeal                           | Belissa Escobedo   | Bianca                     |
| 2022 | Abracadabra 2                        | Belissa Escobedo   | Izzy                       |
| 2023 | Besouro Azul                         | Belissa Escobedo   | Milagro "Millie" Reyes     |
| 2023 | A Batalha de Natal                   | Genneya Walton     | Joy Carver                 |
| 2023 | Minha Culpa                          | Eva Ruiz           | Jenna                      |

| Ano  | Título            | Atriz original   | Personagem            |
| ---- | ----------------- | ---------------- | --------------------- |
| 2006 | Chiquititas       | Delfina Varni    | Talita Estella Demont |
| 2008 | Querida Inimiga   | Natalia Juárez   | Florência             |
| 2014 | Meu Coração é Teu | Mariliz León     | Maristela             |
| 2018 | NOOBees           | Michelle Olvera  | Silvia Rojas          |
| 2019 | Club 57           | Evaluna Montaner | Eva Garcia            |

| Ano  | Título                    | Atriz original   | Personagem       |
| ---- | ------------------------- | ---------------- | ---------------- |
| 2014 | Are You the One           | Britni Thorton   | Britni Thorton   |
| 2014 | De Férias com o Ex Brasil | ZaraLena Jackson | ZaraLena Jackson |

| Ano  | Título                                            | Atriz original     | Personagem               |
| ---- | ------------------------------------------------- | ------------------ | ------------------------ |
| 2004 | Drake & Josh                                      | Anna Sophia Robb   | Liza                     |
| 2005 | Zack & Cody: Gêmeos em Ação                       | Cierra Ramirez     | Jasmine                  |
| 2008 | Zack & Cody: Gêmeos a Bordo                       | Allie Gonino       | Marissa                  |
| 2008 | Zack & Cody: Gêmeos a Bordo                       | Gilland Jones      | Olivia Cabot             |
| 2014 | Henry Danger                                      | Riele Downs        | Charlotte Page           |
| 2018 | As Aventuras de Kid Danger                        | Riele Downs        | Charlotte Page           |
| 2017 | Big Little Lies                                   | Kathryn Newton     | Abigail Carlson (1ª voz) |
| 2013 | Os Originais                                      | Yasmine Al Bustami | Monique Deveraux         |
| 2013 | The Thundermans                                   | Haley Tju          | Darcy Wong               |
| 2015 | Bella e os Bulldogs                               | Haley Tju          | Pepper Silverstrein      |
| 2015 | Scream                                            | Zena Grey          | Gina McLane              |
| 2015 | Supergirl                                         | Nicole Maines      | Nia Nal / Sonhadora      |
| 2017 | Riverdale                                         | Shannon Purser     | Ethel Muggs              |
| 2018 | Raio Negro                                        | China Anne McClain | Jennifer Pierce          |
| 2018 | Legados                                           | Laken B. Giles     | Cheryl                   |
| 2019 | Pretty Little Liars: The Perfectionists           | Sofia Carson       | Ava Jalali               |
| 2020 | Sex Education                                     | Aimee Lou Wood     | Aimee Gibbs              |
| 2020 | Waco                                              | Julia Garner       | Michelle Jones           |
| 2021 | Mãe Só Tem Duas                                   | Dalexa Meneses     | Ceci                     |
| 2022 | The Loud House: Uma Verdadeira Família Barulhenta | Mia Allan          | Lana Loud                |
| 2022 | Pretty Little Liars                               | Chandler Kinney    | Tabby Hayworth           |
| 2023 | Gotham Knights                                    | Navia Robinson     | Carrie Kelley / Robin    |
| 2025 | Cidade Tóxica                                     | Aimee Lou Wood     | Tracey Taylor            |